# NGC 274
NGC 274 este o galaxie lenticulară situată în constelația Balena. A fost descoperită în 10 septembrie 1785 de către William Herschel. De asemenea, a fost observată încă o dată în 9 octombrie 1828 de către John Herschel. Împreună cu NGC 275 formează Arp 140.